# 大圏コース

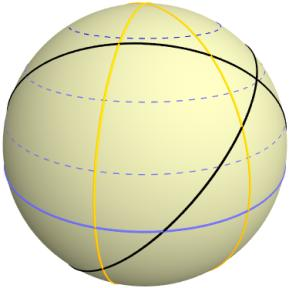
実線はさまざまな大圏コース（破線は緯線）

大圏コース（たいけんコース、Great circle route）とは、地球上の2点間を大圏の一部である弧で結んだルートのことである。大圏（Great circle）とは地球における大円を指す。
大圏航路（たいけんこうろ）、大円コース（だいえんコース）と呼ばれる場合もある。最短距離のルートになるため、航空機や船舶の航路に利用される。また弾道ミサイルの飛行コースとしても重要である。

## 概要
球面と平面が交差している場合、共有する曲線は円となる。この内、球の中心を通る平面と球面がなす円を大円と呼ぶ。球面上に存在する2つの点を結ぶ弧のうち最短距離となるのは、弧が大円の一部である場合である。
地球における大円を特に大圏と呼ぶ。つまり、地球上の二点間を最短距離で結ぶには、大圏の一部であるルートを選択すればよいことになる。これが大圏コースである。
経線は常に大圏であるのに対し、緯線は赤道を除き大圏ではない。また、卯酉線は地球を真球であるとみなす限りにおいては常に大圏であるが、実際には地球は回転楕円体に近い形状をしているので、厳密には大圏とはならない。
大圏コースは直線的である。つまり進行中に左右に曲がらない。これは方位が変わらないという意味ではない。南北方向を除き、常に同じ方位を目指して進むと、そのコースは大圏を外れて曲がり続ける（等角航路参照）。

## 地図上での表記

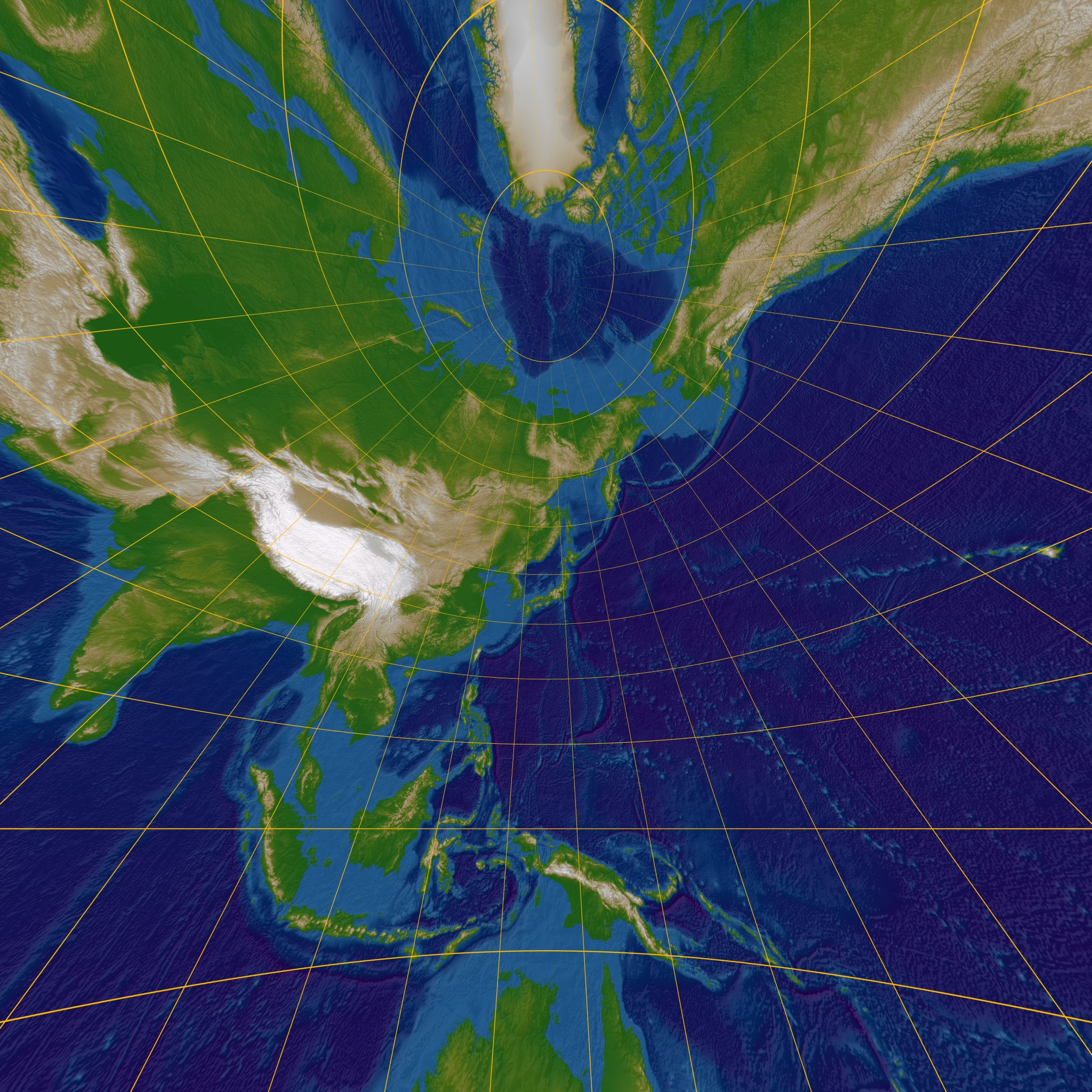
心射図法で描かれた日本中心の地図

メルカトル図法で描かれた地図を見慣れていると、メルカトル図法での地図上の直線が二点間の最短距離であるという錯覚に陥りやすい。
しかし実際には、メルカトル図法の地図上の直線が大圏コースとなるのは、二点が（北極または南極を経由しない）同経度にある場合か、二点とも赤道上にあり経度の差が180度を超えない場合に限られる。それ以外の二点間の直線は大圏コースから外れるため最短距離ではない。
地図における投影法が方位図法の場合、大圏コースを直線で表す事が可能となる。その際、心射図法では、任意の二点間を結ぶあらゆる直線が常に大圏コースとなる。それ以外の方位図法では、二点間を結ぶ直線が投影図の中心を通るとき（二点のどちらか片方が投影図の中心にあるときを含む）に限り、その直線が大圏コースとなる。

## 航路

日米間の航空路。大圏コース（赤）が最短距離となるが、東方向へはジェット気流を使うコース（緑）が使われる。

長距離を移動する航空機や船舶の運航において、移動に要する燃料や時間を節約することは重要な課題である。幾何学的には大圏コースが最短距離で移動できる選択肢となるが、実際には地形、風・海流、航空交通管制、燃料補給、政治問題などの要因で、大圏コースを外れることもしばしばある。

### 海路
ジャイロスコープやGPSなどがある現代とは異なり、位置測定が困難であった時代においては、航海中に大圏コースを維持しているか確認できなかった。そのため、距離は長くなっても方位を保つだけで維持できる等角航路が利用された。しかし大圏航路を使えば航路が短くなることは知られており、大航海時代には（そもそも帆船時代なので任意の航路が選べるわけではなかったわけだが）ほぼ大圏コースでヨーロッパと東アジアを結ぶ北西航路・北東航路の探検が行われた。

### 空路
航空機は航空路に沿って飛行する。長距離を結ぶ航空路は大圏コースに近い航路が設定されている。例として、東京とロサンゼルスの間を飛行する場合、西方向はアラスカ近くのほぼ大圏コースを利用することが多い。なぜ片方向かというと、ジェット気流を利用するために、東方向はハワイ諸島近くの航路がよく利用されるからである。また、冷戦期は、東京とヨーロッパ諸都市の間を飛行する場合に大圏コースではなくアンカレッジ経由（北回り線）や東南アジア経由（南回り線）の航路が利用されていた。これは燃料補給の問題もあるが、冷戦下のソ連上空に西側諸国の航空機用の航路を設定することが困難であったという政治上の問題が大きい。ロシアと西側諸国の関係が良好だった頃はロシア上空の大圏コース（に偏西風の影響を加味したコース。シベリア直行線とも）が主に利用されていた。2022年ロシアのウクライナ侵攻以降は、再び西側諸国はロシア上空の大圏コースを利用しなくなった。
また、かつては大洋を無着陸で横断出来なかったことから、テクニカルランディングのため航路に近い島に建設した空港を経由するアイランドホッピングと呼ばれる方法で飛行しており、島嶼を結ぶ航路としても機能していた。1960年代から太平洋やユーラシア大陸の無着陸横断が可能となったため、より大圏コースに近い航路に変更されている。

## 計算方法
2点間の距離等は球面三角形の公式に当てはめることで計算することが出来る。

## 弾道ミサイル
軍事上の観点からは、大圏コースは弾道ミサイルの飛行コースとして認識されている。
旧ソ連、中国、北朝鮮からアメリカ合衆国本土を狙うミサイルは、大圏コースとして北極圏上空を飛行するため、アラスカやグリーンランドのレーダー基地で探知することになる（弾道ミサイル早期警戒システム）。